# 納什維爾種植園 (緬因州)
納什維爾種植園（英語：Nashville Plantation）是位於美國緬因州阿魯斯圖克縣的一個種植園。

## 人口
根據2020年美國人口普查的數據，納什維爾種植園的面積為92.20平方千米，當中陸地面積為91.20平方千米，而水域面積為1.00平方千米。當地共有人口27人，而人口密度為每平方千米0人。